# Картина
Изображение пренасочва насам.  За други значения вижте Изображение (пояснение).
Картина е произведение на изкуството, обикновено двумерен модел, двумерно изображение на предмет или човек върху хартия, дърво, камък, стъкло или текстил, създадено със сухи (пастели, молив) или мокри (маслени бои, акварел, туш) техники и изобразителни средства. Картината може да бъде живопис, графика или фотография и да е поставена в рамка.